# Gordon Gollob

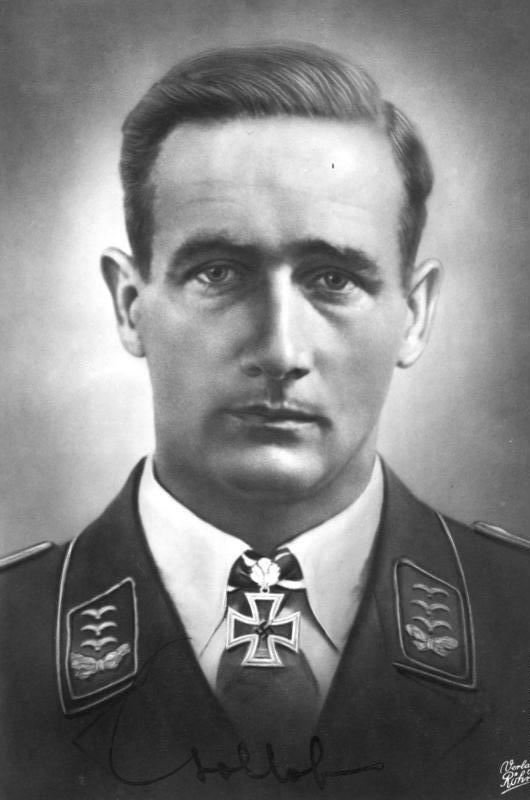
Gordon Mac Gollob als Hauptmann (1941)

Gordon Max „Mac“ Gollob (* 16. Juni 1912 in Wien; † 7. September 1987 in Sulingen) war ein österreichischer Jagdflieger der Luftwaffe während des Zweiten Weltkriegs. Später war er 1949/50 Generalsekretär des Verbandes der Unabhängigen (VdU). 

## Leben

### Jugend und Vorkriegszeit
Gordon Max Gollob war eines von zwei Kindern der Malerin Hanna Philippovich aus ihrer ersten Ehe mit dem Maler und Grafiker Heinrich Gollob (1886–1917). Die Familie lebte zunächst in Straßengel, nach dem Tod Heinrich Gollobs und Neuheirat der Mutter in Gösting bei Graz.
Gollob hatte schon früh den Wunsch, Ingenieur und Flieger zu werden. 1930 erwarb er sich die A- und B-Gleitflugscheine und wurde bald als Fluglehrer, Bauprüfer und Bauleiter aktiv. In dieser Zeit studierte er an der Technischen Hochschule in Graz vier Semester Maschinenbau. 1933 trat er als Artillerist in das Bundesheer ein und durchlief dort eine dreijährige Offiziersausbildung an der Theresianischen Militärakademie in Wiener Neustadt. Als Leutnant übernahm er am 1. September 1936 die Schulung des Pilotennachwuchses. Nach dem Anschluss Österreichs an das Deutsche Reich wurde Gollob am 1. Juni 1938 zunächst Oberleutnant und einige Monate später Staffeloffizier im Zerstörergeschwader 76.

### Zweiter Weltkrieg
Nach dem Ausbruch des Zweiten Weltkriegs erhielt Gollob am 5. September 1939 nach mehreren Abschüssen mit seiner Messerschmitt Bf 110 in Polen das Eiserne Kreuz II. Klasse. Als Staffelflieger flog er bei der Besetzung Norwegens mit. Nach mehreren Erfolgen bei Newcastle, Trondheim, Narvik und bei den Shetlands erhielt er das Eiserne Kreuz I. Klasse. Daraufhin kam er zum Jagdgeschwader 3 (Udet) an den Ärmelkanal.
Im Jahr 1941 wurde Gollob Hauptmann und Gruppenkommandeur an der Ostfront. Nach 24 Abschüssen erhielt er am 21. Juli 1941 für besondere Leistungen im Luftkrieg den Ehrenpokal. Sechs Wochen später, am 18. September 1941, wurde er nach 34 Abschüssen mit dem Ritterkreuz des Eisernen Kreuzes ausgezeichnet. Nach 81 abgeschossenen Gegnern erhielt er am 26. Oktober 1941 das Eichenlaub zum Ritterkreuz. Am 20. Mai 1942 wurde er Kommodore des Jagdgeschwaders 77. Innerhalb von vier Wochen notierte er 107 Abschüsse und erhielt somit am 23. Juni 1942 die Schwerter zum Eichenlaub des Ritterkreuzes des Eisernen Kreuzes und wurde bald darauf zum Major befördert. Am 30. August 1942 erhielt er als dritter Soldat in der Wehrmacht die Brillanten zum Ritterkreuz mit Eichenlaub und Schwertern. Bis zu diesem Tage hatte er als erster Soldat 150 Abschüsse erzielt.
Daraufhin erhielt er von Hermann Göring und Adolf Hitler Flugverbot und wurde zum Jagdgeschwader 3 an die französische Kanalküste verlegt. Gollob setzte sich für den Serienbau der Me 262 ein, was seiner Meinung nach zu einer Wende im Luftkrieg hätte führen können. Unter primitivsten Umständen baute Gollob mit Ingenieur Karstensen die erste Radaranlage „Neptun J“, die jedoch nie in Serie ging; ein verlässliches Funkführungsmittel, das bei Nacht verwendet wurde und für die Alliierten über Nordfrankreich noch zu hohen Verlusten führte. In einem Sektor von 180 Grad voraus und bis zu sechs Kilometer Entfernung konnten Feindmaschinen erfasst werden.
Im Herbst 1942 wurde er zum Einsatzstab für moderne Jagdflugzeuge versetzt und testete dort zahlreiche neue Flugzeugtypen. Am 18. September 1944 entließ der General der Jagdflieger Adolf Galland Oberst Gollob aus dem Jägerstab. Nach Meinungsverschiedenheiten mit Göring wurde Galland entlassen und durch Gollob am 31. Januar 1945 ersetzt.
April 1945 befand er sich im Luftwaffenlazarett Kitzbühel. Ende des Zweiten Weltkriegs kam er in amerikanische Kriegsgefangenschaft, aus der er 1946 heimkehrte. Gordon M. Gollob flog insgesamt 340 Einsätze und erzielte hierbei 150 Luftsiege, davon 144 in Russland.

### Nach dem Krieg
Nach der Kriegsgefangenschaft verdiente Gollob zunächst sein Geld durch Beiträge in Luftfahrtzeitschriften und durch Vorträge. 1949 wurde er Generalsekretär des Verbandes der Unabhängigen (VdU) in Österreich.
In dieser Funktion vertrat Gollob eine deutschnationale Linie. Die Führung des VdU sah er in dieser Frage als zu „gemäßigt“ an. Im Juni 1950 kam es zum Eklat. Nachdem bereits eine Sonnenwendfeier der steirischen Jugendorganisation der VdU als „neonazistisch“ eingestuft worden war, hatte Gollob zwei Tage später als Hauptredner bei einer Kundgebung der VdU am Freiheitsplatz in Graz das Verbotsgesetz kritisiert und die österreichische Regierung als „Scheindemokratie“ abgetan. Zum Abschluss ließ er die Kernstock-Hymne mit der Haydn-Melodie anstimmen. Es kam zu einem öffentlichen Skandal. In der Folge wurde die steirische VdU-Organisation von Innenminister Oskar Helmer verboten, um einem Gesamtverbot der VdU zuvorzukommen, das vom Alliierten Rat erwogen worden war. Um einem solchen Verbot vorzubeugen, beschloss die VdU-Spitze die Suspendierung Gollobs und weiterer an den Ereignissen in Graz beteiligter Personen. Am 20. Juli 1950 wurde Gollob mit der Begründung aus der Partei ausgeschlossen, während seiner Suspendierung verschiedene Landesverbände gegen die Bundesführung aufgewiegelt zu haben. Tatsächlich gab es in den Landesorganisationen erheblichen Widerstand gegen einen Ausschluss Gollobs. Während national orientierte Kreise um Gollob auf die Schwächung der VdU-Führung hinarbeiteten, kritisierten andere Teile der Partei, dass man etwa im Verbandsblatt des steirischen Jugendverbandes Anklänge an nationalsozialistische Symbole und Kernsprüche erkennen könne, durch die der Vorwurf des Neonazismus erhoben werden könnte. Hinter Gollob standen die westlichen Landesverbände und ein großer Teil der Kärntner VdU, vor allem Robert Scheuch und Otto Scrinzi. Auf der anderen Seite stellte sich aber auch ein rechter Hardliner wie Fritz Stüber auf die Seite der VdU-Führung. Die Spaltung der Partei stand im Raum. Gollobs Parteiausschluss wurde zurückgenommen. Er wurde „einfaches Mitglied“ im Vorstand und bei den Vorstandswahlen am 1. Oktober 1950 zu einem der Stellvertreter des Vorsitzenden Herbert Alois Kraus gewählt. 
Gollob hatte zusammen mit seiner Frau Elisabeth Lüning (1913–2007), die er 1943 in Graz geheiratet hatte, zwei Söhne und eine Tochter.
Da seine Frau aus Sulingen stammte, zog die Familie im September 1951 von Kitzbühel dorthin. Im November 1951 wurde Gollob Vertriebsleiter bei den Klöckner-Humboldt-Deutz-Werken in Bremen. Er starb am 7. September 1987.

## Auszeichnungen
- Flugzeugführerabzeichen
- Eisernes Kreuz (1939) II. und I. Klasse
- Ehrenpokal für besondere Leistung im Luftkrieg am 21. Juli 1941
- Ritterkreuz des Eisernen Kreuzes mit Eichenlaub, Schwertern und Brillanten[3]
  - Ritterkreuz am 18. September 1941
  - Eichenlaub am 25. Oktober 1941 (38. Verleihung)
  - Schwerter am 23. Juni 1942 (13. Verleihung)
  - Brillanten am 30. August 1942 (3. Verleihung)
- Frontflugspange für Jäger in Gold

## Museale Rezeption
Im Wiener Heeresgeschichtlichen Museum ist das Seitenruder der Messerschmitt Bf 109 Gollobs ausgestellt, worauf auch eine Vielzahl seiner Abschüsse aufgemalt ist.